# L'uccello dalle piume di cristallo
L'uccello dalle piume di cristallo és una pel·lícula italo-alemanya de suspens realitzada per Dario Argento l'any 1970. Es van haver de tallar 20 segons de la versió original per poder estrenar-se als Estats Units amb una qualificació "R" (admissió restringida a majors de 16 anys).

## Argument
En Sam Dalmas és un escriptor nord-americà que viu a Roma amb la seva xicota Julia, una model. La nit anterior a la seva tornada als Estats Units és testimoni casual de com una dona és atacada per un home misteriós que porta un impermeable negre. Intentant ajudar-la, es troba atrapat entre les dues portes automàtiques d'una galeria d'art i no pot fer més que observar mentre que a l'assaltant li dona temps de fugir. La dona agredida, anomenada Monica Ranieri, casada amb el propietari de la galeria, sobreviu a l'atac, però tot i així, la policia, desconfiant d'en Sam i creient que podria ser un testimoni clau, li confisca el passaport per impedir que deixi el país. Torturat pel que veié aquella nit, creu que quelcom d'important se li escapa, i tot seguit ell i la Julia es converteixen en les noves possibles víctimes de l'assaltant misteriós.

## Comentari crític
Es tracta del primer títol de la filmografia del director italià Dario Argento. Tot i que ell mateix n'escrigué el guió, aquest es basava en una novel·la de Fredric Brown, The screaming Mimi, del qual ja se n'havia realitzada una anterior versió cinematogràfica, l'any 1958, a càrrec del director Gerd Oswald. Fredric Brown, però, no apareix esmentat als crèdits.

## Fitxa tècnica
- Títol original: L'Uccello dalle piume di cristallo
- Realització: Dario Argento
- Guió: Dario Argento et Bryan Edgar Wallace, basat en The Screaming Mimi de Fredric Brown.
- Producció: Salvatore Argento (pare de Dario Argento)
- Productor executiu: Artur Brauner per la companyia CCC Filmkunst (no surt als crèdits)
- Banda sonora: Ennio Morricone
- Gènere: giallo

## Fitxa artística
- Tony Musante: Sam Dalmas
- Suzy Kendall: Julia
- Enrico Maria Salerno: inspector Morosini
- Eva Renzi: Monica Ranieri
- Umberto Raho: Alberto Ranieri
- Renato Romano: professor Carlo Dover
- Giuseppe Castellano: Monti
- Mario Adorf: Berto Consalvi
- Pino Patti: Faiena
- Gildo Di Marco: Garullo
- Rosita Torosh: quarta víctima.
- Omar Bonaro: inspector.
- Fulvio Mingozzi: inspector.
- Werner Peters: antiquari.
- Karen Valenti: Tina, cinquena víctima.

Dario Argento interpreta l'assassí.

## Premis i guardons
- Va ser nominat pel premi Edgar Allan Poe al millor llargmetratge el 1971.